# Brigade de répression du proxénétisme
Pour les articles homonymes, voir Brigade des mœurs et BRP.
La brigade de répression du proxénétisme (BRP) est un service de police judiciaire de la Police nationale française, responsable de la surveillance de la prostitution et de la répression du proxénétisme. 
Le service a connu au cours de son histoire diverses formes d'organisation au cours desquelles il a été désigné notamment sous le nom de « brigade des mœurs » ou « brigade mondaine », expressions restées populaires pour désigner la brigade.
Il existe plusieurs brigades de ce type ; la plus importante est celle de la police judiciaire parisienne.

## Histoire
On peut faire remonter l'histoire de la BRP à la création de la lieutenance générale de police sous les ordres de Gabriel Nicolas de La Reynie qui bénéficiait d'un réseau d'indicateurs et provocateurs rémunérés, individus appelés les « mouches » mais la première mention d'un département consacré à la police des mœurs date de 1747, lors de la création du « bureau de la discipline des mœurs » par le lieutenant général de police Nicolas René Berryer.
La fonction essentielle de ce bureau n'est cependant pas de lutter contre la débauche, mais plutôt d'être un service de renseignements qui utilise les prostituées et les tenancières de maison pour obtenir des informations compromettantes sur les clients, même si la répression fait aussi partie de ses attributions, par exemple la chasse aux religieux libertins. 
Cette fonction de renseignement restera centrale dans la police des mœurs jusqu'au XXe siècle. 
Sous le Directoire, à partir de 1796, commence l'ère de la tolérance où l'encartage dans le registre de la prostitution et la visite médicale obligatoire se font sous le contrôle de la brigade des mœurs, qui occupe le deuxième bureau de la première division de la Préfecture de police.

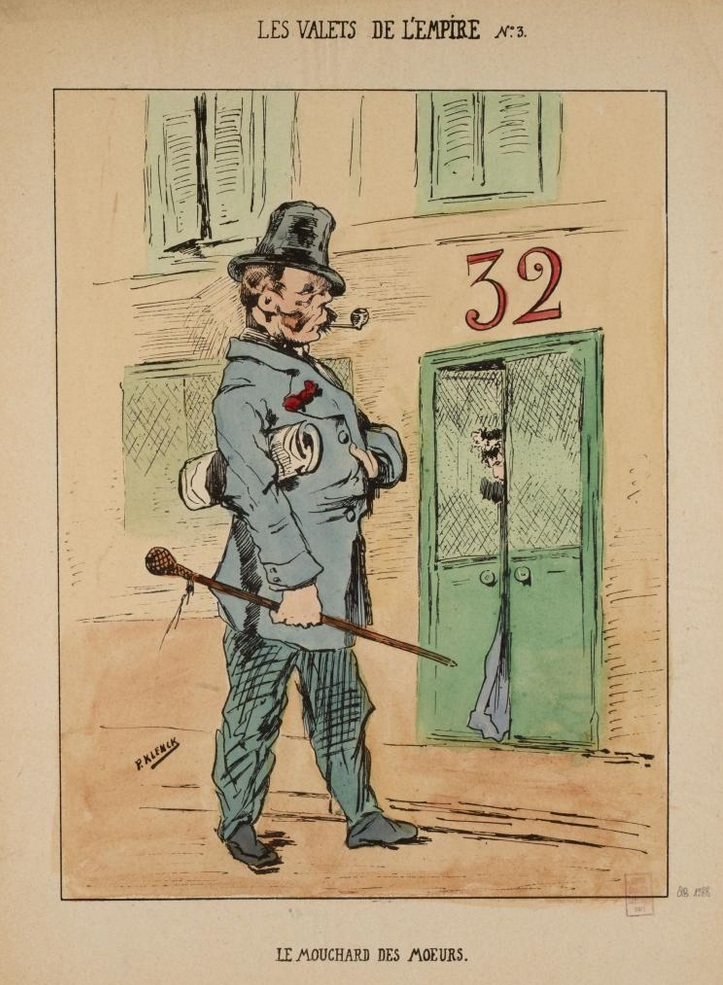
Caricature d'un « mouchard des mœurs » sous le Second Empire,
série les valets de l'empire de Paul Klenck, XIXe siècle.

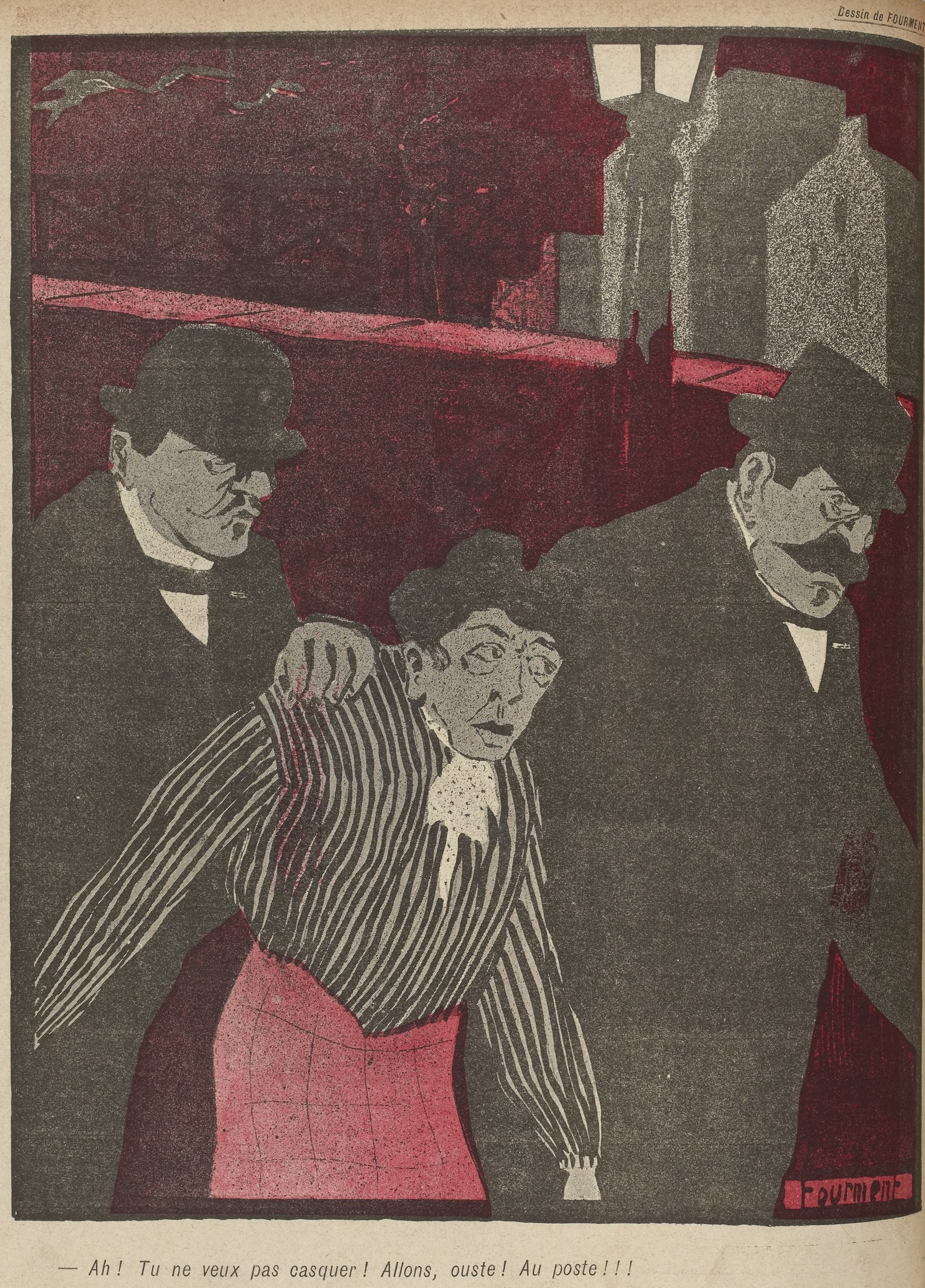
Ah ! Tu ne veux pas casquer ! Allons, ouste ! Au poste !!!
Des agents vénaux de la brigade mondaine de la préfecture de police arrêtent une prostituée qui refuse de les payer. Caricature de Léon Fourment, L'Assiette au beurre, no 113, 30 mai 1903.

Au cours du XIXe siècle, la réputation des agents de cette police est détestable et les scandales se multiplient (outre l'inconduite des agents — 32 sur 40 révoqués en quelques mois — et les brutalités auxquelles sont soumises des prostituées, qui préfèrent parfois la mort à une arrestation par la brigade, les incidents les plus médiatisés sont relatifs à des honnêtes femmes confondues avec des filles de joie et arrêtées par des policiers qui semblent devenus incontrôlables) à tel point que le conseil municipal de Paris en profite pour s'opposer à la préfecture et désigne une « commission de la police des mœurs » dont les travaux aboutissent à la dissolution de la brigade des mœurs en 1881. Yves Guyot, journaliste et conseiller municipal, a été l'un des contempteurs de cette police des mœurs.
Elle renaît en 1901 sous la forme de la « brigade mondaine », une section du « service des garnis » au sein de la Préfecture de police, dont les fonctions se limitent tout d'abord à une mission de renseignement. Rapidement, ses tâches sont étendues à la répression de la mendicité (1907) et en 1914, à la suite de la réorganisation de la police par Célestin Hennion, elle est transférée à la police judiciaire nouvellement créée, et à nouveau nommée brigade des mœurs. 
Ses fonctions sont alors définies pour longtemps : 
- prostitution et délits annexes (contrôle des maisons closes, répression du racolage et des maisons clandestines, traite des blanches, etc.) ;
- moralité (répression de la pédérastie, des publications obscènes, etc.) ;
- répression du trafic de stupéfiants.

En 1930, elle retrouve officiellement le nom de « brigade mondaine » (à cause notamment de  la confusion avec le service et les agents de la police municipale chargés de surveiller les prostituées sur la voie publique), nom qu'elle gardera jusqu'en 1975.
En 1946, à la suite de la fermeture des maisons closes, la mission de contrôle de celles-ci disparaît, du moins officiellement : outre la répression du proxénétisme, la brigade devra gérer et encadrer les centaines de lupanars clandestins (les clandés) qui ont remplacé les maisons closes. Ses agents sont à cette époque  répartis en groupes (le « groupe des cocus », le « groupe des OBM » - outrages aux bonnes mœurs -, le « groupe des bars », etc.).
Le 16 février 1975, Michel Poniatowski transforme la « mondaine » en « brigade des stupéfiants et du proxénétisme », redéfinit ses attributions en les limitant à la lutte contre le proxénétisme, la traite des Blanches et le trafic de stupéfiants et renforce ses effectifs.
En 1989, la brigade est scindée en « brigade des stupéfiants » et « brigade de répression du proxénétisme » ; Martine Monteil devient la première femme commissaire  nommée à la tête de la BRP.
Son siège était situé 3, rue de Lutèce (4e arrondissement de Paris).